# 大潭原种场
大潭原种场是中华人民共和国湖北省武汉市黄陂区下辖的一个类似乡级单位。

## 行政区划
大潭原种场下辖以下地区：
新建村、墩河村、甲山村、伍家港村、大潭村、七会村、澄湖村、四合村、汪湾村和新湖村。